# Падуел
Падуел (Педуел, Падаел, Пудуілу) (*𐤐𐤃𐤀𐤋, д/н — бл. 680 до н. е.) — цар Аммону близько 720—680 років до н. е.

## Життєпис
Син або брат царя Заккара. Посів трон десь у 720-х роках до н. е. після смерті царя Єрагазара. Ймовірно брав участь у Другій битві при Каркарі 720 року до н. е. Втім лише 715 року до н. е. остаточно визнав зверхність ассирійського царя Шаррукіна II.
Ассирійські джерела згадують Падуела як васала ассирійських царів Сін-аххе-еріби та Асархаддона. З огляду на це ймовірно 704 року до н. е. доєднався до повстання фінікійських, сирійських та палестинських держав проти Ассирії. Після придушення у 701 роц ідо н. е. знову визнав зверхність ассирійського царя. При сходженні на трон Ассирії Асархаддона визнав йогов ладу. Невдовзі помер. Його трон спадкував Кабус-Габрі. Втім невдовзі його було повалено або він сам помер, внаслідок чого владу спадкував Баракел.